# Уркер
Уркер (каз. Үркер, Úrker) — казахська поп-фольклорна група, створена в 1994 році. Одними з перших звернулися до теми національних культурних цінностей в своїй творчості. Один з найбільш успішних музичних проектів в Казахстані. Колектив гастролював з концертами у Німеччині, Франції, Туреччині, Туркменістані та США.

## Учасники колективу
- Айдос Сагат (Айдос Сагат): Повне ім'я — Айдос Мансурович Сагат, народився 25 листопада 1970 року в Алмати в сім'ї композитора Мансура Сагатова, володаря премії Ленінського комсомолу (1967)[4] Вокаліст, клавішник і автор пісень для Уркера. Він в молодості навчався в консерваторії, але спочатку мріяв стати диригентом, а не автором пісень.[5]
- Рустам Мусін — гітарист. Не має офіційної музичної освіти. За освітою інженер. Навчався з Нурланом Сейловим в одній школі. До приходу в Уркер встиг пограти в кількох групах, серед них «Гелла» і «Танго». Покинув групу. Президент компанії «Самат Шоу Технік».
- Нурлан Албан — автор текстів, вокал, домбра.Він був прийнятий до складу в 2001 році. Дебютував у складі групи, знявшись в кліпі на пісню «Жаним»
- У 2009 році покинув колектив[6] з метою почати сольну кар'єру.
- Бейбарс Джуманіязов — гітарист. Виріс в музичній сім'ї, навчався в музичній школі по класу скрипки. Батько Бейбарса — відомий казахський композитор Базарбай Джуманіязов. Пішов з групи до її першого офіційного концерту в 1993 році.[7]
- Нурлан Сейлем — ударник. Пішов з групи у 2000-их роках. Працює в автобізнесі.[7]
- Даурен Сиздиков — бас-гітарист, вокаліст. Даурен народився 11 серпня 1968 року в Таразі. Після закінчення першого класу сім'я Дауріо переїхала в Алмати. Після школи вступив до КазПІ ім. Абая (факультет вищої математики). Після служби в армії вступив до музичного училища ім. П. Чайковського на естрадне відділення (клас бас-гітари). Довгий час працював організатором культурних заходів в санаторії «Освітянин». Крім «Уркера», грав в таких командах, як «Midnight blues» і «Аероплан». Пішов з групи у 2000- их роках.[7]

## Історія та розвиток
Уркер утворений у 1994 році. Провідний вокаліст і автор пісень Айдос Сагат заявив, що на створення групи його надихнув успіх The Beatles. Уркер записали свій перший альбом у 1997 році; у 2001 році їхня пісня «Науриз» здобула нагороду «Золотий диск». Це стало першим знаковим епізодом їхньої зростаючої популярності. Їх музика поєднує традиційні казахські народні мелодії та сучасні естрадні ритми. З п'ятнадцяти музичних відеороликів, випущених до 2005 року, чотирнадцять були зняті в Казахстані; лише деякі, такі як Туган Елім були записана за кордоном в Ташкенті, Узбекистан. Їхній відеоролик «Арман» 2007 року був записаний у Гонконзі, у співпраці з відомою татарською оперною співачкою Резедою Галімовою. Сагат заявив, що на їх візуальність та кінематографічну техніку дуже впливає британський музикант Пітер Гебріел. У квітні 2007 року Уркер відправився в Нью-Йорк, щоб виступити в прямому ефірі в Лінкольнському центрі виконавських мистецтв на урочистостях до свята Навреза. В інтерв'ю після повернення до Казахстану Сагат заявив, що Urker випустить новий альбом пізніше того ж року.

## Сучасність
На 2020 рік колектив відійшов від народних традицій Казахстану, більшість творів виконуються російською мовою. Останні роботи — Облака, Я буду рядом, Та, что рядом со мной. Першого листопада 2018 року група URKER відзначила своє 25-річчя великим концертом у Палаці Республіки рідного міста Алмати.
Концерт тривав 3 години
Основний склад колективу:
- Айдос Сагат — музика, клавішні, вокал
- Рустам Мусін — гітари.

## Дискографія
- Ансарим, 1997[9]
- Toi Bastar, 1998 р.
- Уркер, 2001
- Зроблено в Казахстані, 2002 р.[10]
- Найкраще з Уркера, 2004 р.
- Толгау, 2008